# ブライアン・ドラモンド
ブライアン・ドラモンド（Brian Drummond、1969年8月10日 - ）は、カナダの男性声優。舞台俳優を経て声優に転向。妻は女優・声優のローラ・ドラモンド。息子は声優のエイダン・ドラモンド。
ソニック・ザ・ヘッジホッグを演じたことのあるライアン・ドラモンドとは別人。

## 人物
ブリティッシュコロンビア州サーモンアーム生まれ。舞台俳優養成学校スタジオ58の卒業後、舞台俳優としてのキャリアを積み始めたが、最終的には声優業に専念した。バンクーバーを拠点に、オーシャングループ関連のアニメ作品への参加が多い。
アンドリュー・バルトフェルドのような感情のない戦士や、マルキオ師のような温かな心をもった父親のほか、『機動戦士ガンダムSEED DESTINY』のユウナ・ロマ・セイランといったひきょう者など幅広い役柄を演じる。

## 出演作品

### テレビアニメ
1995年
- G.I.ジョー・エクストリーム（バリスティック/イーグルアイ）

1996年
- ドラゴンボールZ（ベジータ、ヤジロベー）

1998年
- らんま1/2 熱闘編（音羽安吉）

1999年
- サイバーシックス（ヤシモト）
- スパイダーマン・アンリミテッド（エディ・ブロック/ヴェノム、X51）
- 超生命体トランスフォーマー ビーストウォーズリターンズ（ジェットストーム）
- ブレンパワード（ラッセ・ルンベルク）
- モンスターファーム（タイガー）
- らんま1/2 熱闘編（クレープのジョー）
- ソニック・アンダーグラウンド (ナックルズ・ザ・エキドゥナ)

2000年
- Cardcaptors（エイドン・アヴァロン、Mr.テラダ）
- 新機動戦記ガンダムW（ゼクス・マーキス）
- 天空のエスカフローネ（アレン・シェザール）
- ドラゴンボールZ（パイクーハン）

2001年
- 機動戦士ガンダム（ガルマ・ザビ、フラナガン・ブーン）
- ゾイド新世紀スラッシュゼロ（オスカー・ヘメロス）

2002年
- 犬夜叉（煉骨、影郎丸、獣郎丸）
- X-メン:エボリューション（ハンター）
- 超ロボット生命体トランスフォーマー マイクロン伝説（英語版は『アルマダ』）（ブラー（日本名はシルバーボルト））
- とっとこハム太郎（トンガリくん）
- PROJECT ARMS -プロジェクト アームズ-（新宮隼人）

2003年
- ゾイドフューザーズ（ブレイク）

2004年
- 機動戦士ガンダムSEED（アンドリュー・バルトフェルド、マルキオ、アフメド）
- トランスフォーマー スーパーリンク（英語版は『エネルゴン』）（ショックブラスト（日本名はレーザーウェーブ））
- ホームムービーズ（ホンキー・マグー）
- ムーチャ・ルーチャ! (ダブル・ニンジャ・ニンジャ、ソニック・スモウ、ブエナ・ガールの父)

2005年
- スターシップ・オペレーターズ（榊原コウキ）
- トランスフォーマー ギャラクシーフォース（英語版は『サイバートロン』）（ジェットファイヤー（日本名はドレッドロック）、ジョルト（日本名はホップ））
- ブンブン・マギー（ミスター・バグスピット）
- ベビー・ルーニー・テューンズ（フロイド・ミントン）

2006年
- 機動戦士ガンダムSEED DESTINY（アンドリュー・バルトフェルド、ユウナ・ロマ・セイラン、マルキオ）
- 灼眼のシャナ（士郎）
- プッカ（ガル）
- BLACK LAGOON（ベニー）
- BLACK LAGOON The Second Barrage（ベニー）

2007年
- DEATH NOTE（リューク、ロイ）

2008年
- アイアンマン ザ・アドベンチャーズ（クリムゾン・ダイナモ）
- 出ましたっ!パワパフガールズZ（ポンチョ）

2009年
- キッドvsキャット（ハーレー）
- NANA（高木泰士）

2010年
- マイリトルポニー〜トモダチは魔法〜(ミスタキャロットケーキ他)

2011年
- 放課後エージェントオーサム（ノーム）

2017年
- ドラゴンボール超（複製ベジータ）

2022年
- ドラゴンクエスト ダイの大冒険 (2020)（ハドラー、フレイザード、へろへろ、バロン）

### 劇場アニメ
2002年
- Cardcaptors（エイドン・アヴァロン、Mr.テラダ）

2008年
- 時をかける少女（真琴の父）

### OVA
1997年
- KEY THE METAL IDOL（吊木光）

2001年
- 新機動戦記ガンダムW Endless Waltz（ゼクス・マーキス）

2003年
- バービーの白鳥の湖（レジー）

2004年
- バービーの王女と村娘（ニッキー）

2007年
- 攻殻機動隊 STAND ALONE COMPLEX The Laughing Man（サイトー）
- 攻攻殻機動隊 S.A.C. 2ndd GIG Individual Eleven（サイトー）

### 吹き替え
2008年
- デスノート（リューク）

2009年
- デスノート the Last name（リューク）

### 映画
1995年
- バッド・カンパニー 欲望の危険な罠（エド）

### テレビドラマ
1997年
- Xファイル（出納係）

2000年
- スターゲイト SG-1（助手）

2001年
- ダーク・エンジェル（役員）
- Da Vinci's Inquest（ビル）

2002年
- ヤング・スーパーマン（ハンク・リチャーズ）

2003年
- Da Vinci's Inquest（警察官2）

2004年
- Da Vinci's Inquest（警察官1）

2006年
- スターゲイト SG-1（警備員）

### その他
- ヴォイスプリント（第10回ゲスト）